# 舊克里溫

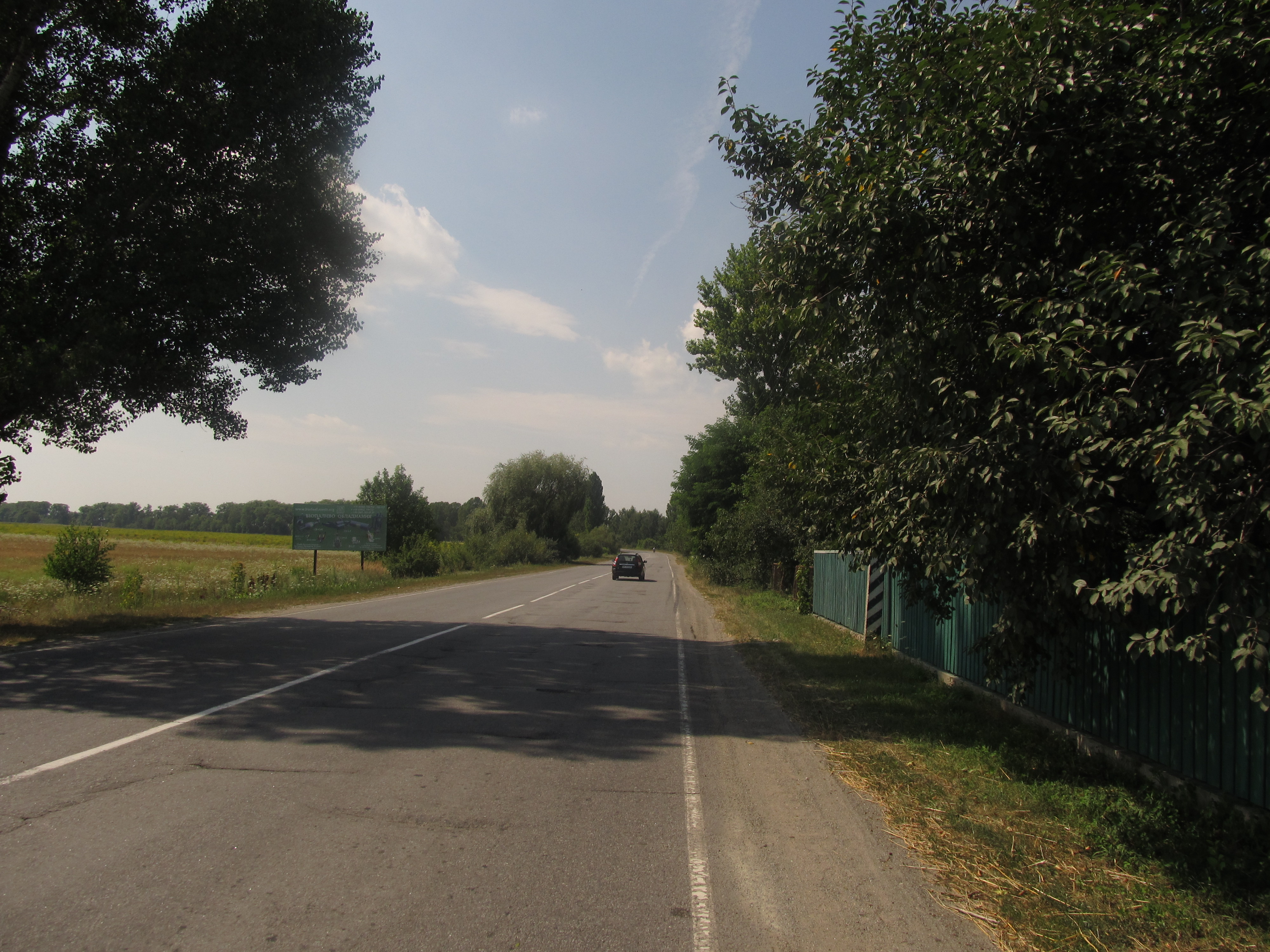

舊克里溫（烏克蘭語：Старий Кривин），是烏克蘭西部的村莊，隸屬赫梅利尼茨基州的舍佩蒂夫卡區。該村始建於1602年，面積1.42平方公里，海拔高度225米，2001年人口1,451，人口密度每平方公里1,021.8人。
50°21′1″N 26°42′19″E / 50.35028°N 26.70528°E